# Llei d'harmonització
Una llei d'harmonització és un tipus de llei ordinària en la legislació espanyola que opera en l'àmbit de les competències exclusives de les comunitats autònomes perquè les disposicions normatives que regulen aquestes matèries queden integrades mitjançant l'establiment de principis que han de complir les comunitats autònomes. Aquests principis harmonitzadors haurien de permetre la integració de les normes jurídiques autonòmiques entre elles. Aquestes lleis, a diferència de les lleis marc, poden actuar després de l'establiment de legislacions autonòmiques sobre la matèria.
La Constitució espanyola de 1978 estableix aquest tipus de llei a l'article 150.3. Aquest tipus de llei afecta a les competències legislatives plenes de les comunitats autònomes obligant-les a complir uns principis. Aquestes normes jurídiques s'entenen que han de ser utilitzades excepcionalment i han de tindre una intensitat reguladora moderada perquè no impedisca a les comunitats autònomes exercir les seues competències legislatives. Altre límit que tenen aquestes lleis, és que no poden modificar els estatuts d'autonomia. Altres característiques de les lleis d'harmonització és que deroguen les lleis autonòmiques que se li oposen i no hi ha exigència constitucional, però sí per part de la Llei Orgànica d'Harmonització del Procés Autonòmic, consultar abans de la seua creació a les comunitats autònomes.
La Llei Orgànica del Tribunal Constitucional estableix en l'article 28.1 que aquest tipus de norma és susceptible de recurs d'inconstitucionalitat.
La iniciativa legislativa la pot tindre el govern espanyol o 25 senadors. És tramitada al Ple del Senat amb dos torns a favor i dos en contra. Requereix una majoria absoluta per ser aprovada.

## Dret comparat
En la Constitució espanyola de 1931 existia una llei similar que havia de ser aprovat no solament per les Corts, sinó que també el Tribunal de Garanties Constitucionals.
El sistema federal d'Àustria també té una llei pareguda en la legislació de necessitat. Solament es pot aplicar a unes quantes matèries concretes exclusives dels Länder.